# 马丁·克拉尼
马丁·克拉尼（英語：Martin James Cranie，1986年9月23日—），出生於英格蘭西南部森麻實郡的約維爾，是一名足球運動員，現時效力英冠球會卢顿。

## 生平

### 球會
修咸頓
馬田·卡尼是南安普顿晉級2005年足總青年盃決賽的成員之一，兩回合累計2-3不敵葉士域治，只能屈居亞軍。
2005年馬田·卡尼獲得外借到般尼茅夫，取得3次出場經驗。2006年11月7日再獲外借到伊奧維效力到翌年1月。在返回修咸頓僅兩個月後，2007年3月2日再回到伊奧維效力到復活節。 
2006/07年球季馬田·卡尼在升級附加賽第一輪次回合首次代表修咸頓出戰打比郡，結果累計4-4打成平手，互射十二碼3-4被淘汰。
朴茨茅斯
馬田·卡尼於2007年6月26日簽約加盟樸茨茅夫，再次投身領隊旗下。2007/08球季於2007年8月15日首次獲派主場對曼聯上陣，擔任右閘，演出平穩。
於10月6日僅能代表樸茨茅夫3次出賽的馬田·卡尼同意外借加盟女王公园巡游者三個月，位處英冠聯賽榜末的昆士柏流浪在馬田卡尼仍效力修咸頓已有意羅致他。2007年11月6日在對高雲地利不幸折斷腓骨，在昆士柏流浪出任6場正選後被遣返樸茨茅夫接受治療。
高雲地利
2009年8月13日馬田·卡尼轉投英冠高雲地利，沒有透露轉會費，簽約三年。
班士利
2012年8月20日，馬田·卡尼以自由身加盟英冠球會班士利，合約為期一年。
2013年6月25日，班士利與馬田·卡尼簽署一份新的兩年合約。

### 國家隊
馬田·卡尼於2007年8月16日首次獲召加入英格蘭U21。
2009年6月1日馬田·卡尼獲選進入英格蘭U21參加在瑞典舉行2009年歐洲U-21足球錦標賽決賽週最後23人大軍名單。6月26日準決賽對主辦國瑞典U21，開賽後僅1分鐘，馬田·卡尼接應占士·米拿開出的角球，在遠柱位射入先拔頭籌，是他個人取得首個入球，最終雙方3-3平手完場，英格蘭U21憑互射十二碼5-4勝出晉級決賽。

## 外部連結
- soccerbase：马丁·克拉尼 （页面存档备份，存于）